# Phyllodiaptomus
Phyllodiaptomus é um género de crustáceo da família Diaptomidae.
Este género contém as seguintes espécies:
- Phyllodiaptomus wellekensae